# Ragonvalia
Ragonvalia là một khu tự quản thuộc tỉnh Norte de Santander, Colombia. Thủ phủ của khu tự quản Ragonvalia đóng tại Ragonvalia Khu tự quản Ragonvalia có diện tích 100 ki lô mét vuông. Đến thời điểm ngày 28 tháng 5 năm 2005, khu tự quản Ragonvalia có dân số 6176 người.